# Славик, Генрик
Генрик Славик, пол. Henryk Sławik (16 июля 1894, Szeroka, Ястшембе-Здруй — 23 августа 1944, Концентрационные лагеря Гузена, Верхняя Австрия) — польский праведник мира, который помог тысячам польских и еврейских беженцев во время Второй мировой войны. Иногда его называют польским Валленбергом.

## Биография
Родился 16 июля 1894 года в Тиммендорфе, ныне Широка Ястшембе-Здруй в Верхней Силезии в бедной многодетной крестьянской семье. Он был 10-м ребёнком Яна и Вероники Славик. Пять его братьев и сестёр умерли до его рождения, ещё двое — когда он был подростком.
После окончания школы № 14 (Volksschule) в своем родном городе Славик уехал искать работу. В 1912 году в Альтоне недалеко от Гамбурга он вступил в небольшой кружок Польской социалистической партии, объединяющий таких же эмигрантов.
В 1914 году после начала Первой мировой войны его призвали в германскую армию. В 1915 году в бою под Молодечно он был ранен и попал в российский плен. После лечения в больнице в Нижнем Новгороде, находился в лагере военнопленных в Сретенске Нерчинского района Забайкальского края в Сибири. Помимо суровых климатических условий и плохого отношения охраны в лагере была нехватка продовольствия и медицинской помощи. Эти проблемы обострились после революции в России в 1917 году. Там Славик пережил эпидемию тифа. Столкнувшись с большевистской агитацией стал антикоммунистом.
Освободившись из плена в 1918 году, он стал активистом Польской социалистической партии в Верхней Силезии, а августе 1919 года принял участие в Первом Второго Силезских восстаний, принимал участие в боевых действиях против немцев, в том числе в Дембине и Павловицах. Славик стал одним из организаторов Верхнесилезского плебисцита. В 1922 году Славик уже год как сотрудничал в качестве журналиста с Gazeta Robotnicza наконец стал штатным сотрудником газеты. В 1926 году Славик стал ответственным редактором. На этой работе ему очень часто приходилось участвовать от имени газеты в судебных процессах, защищаясь от различных обвинений.
С самого начала своей общественной деятельности он сосредоточился на повышении уровня своих знаний. При этом он знал, что для многих рабочих образование за пределами самого базового уровня было недоступно. В конце 1922 года он стал президентом созданного в том же году Верхнесилезского правления Союза рабочей молодёжи «Сила». Первоначально деятельность осуществлялась в рамках нескольких секций — театра, музыки, туризма и спорта. Экономический кризис сделал недоступными для многих рабочих даже скромные членские взносы, поэтому организации пришлось сосредоточить усилия на в первую очередь на спортивные мероприятия, требующие меньших финансовых затрат. Тем не менее спортивное движение разрасталось и в 1926 году Генрик стал членом правления созданного в Варшаве Рабочего спортивного общества.
1928 год был важным годом как в Польше, так и в жизни Славика. После создания режима «Санации» во главе с Юзефом Пилсудским, рабочее движение Верхней Силезии раскололось по вопросу поддержки этого режима. Славик подал в отставку с поста президента «Силы», оставшись в её правлении. Однако он по-прежнему много времени уделял образовательным и спортивным вопросам. Также его личная жизнь существенно изменилась — он женился на Ядвиге Пуржицкой из Варшавы, через два года у них родилась дочь Крыся. Они жили в центре Катовице в многоквартирном доме по улице Святого Иоанна.
При этом положение газеты было крайне тяжелым. Правительство преследовало оппозицию, в том числе, путем конфискации изданий. С 1928 года Славик стал членом Катовицкого городского совета, в дальнейшем был избран членом силезского сейма. Также он возглавлял профсоюз журналистов Силезии и был избран членом Высшего совета Польской социалистической партии. Во внутрипартийной дискуссии он оставался последовательным антикоммунистом, выступал против дискриминации национальных меньшинств и злоупотреблений духовенства.
С началом Второй мировой войны и немецкого вторжения в сентябре 1939 года Славик покинул Силезию. Как и многие другие польские активисты, он находился в специальных списках германской имперской полиции, что означало приказ о задержании. Многие активисты, попавшие в эти списки, были убиты в первые недели войны. Славик вместе с десятками тысяч других поляков пересёк польско-венгерскую границу.
Славик намеревался отправиться во Францию, однако был отправлен в лагерь для беженцев на севере Венгрии в Бекеч. Беженцы имели большую свободу и могли свободно селиться и передвигаться в пределах указанного им города. В Бекече Славик познакомился с Йожефом Анталлом, сотрудником IX отдела Министерства внутренних дел Венгрии, ответственным за беженцев из Польши. В условиях союза Венгрии с нацистской Германией и внутренних политических расхождений в венгерском обществе, Анталлу приходилось действовать крайне осторожно. Вскоре после этого Анталл и Славик создали «Гражданский комитет помощи польским беженцам» и его по предложению Анталла возглавил Славик. Предложение Анталла поддержал министр внутренних дел Ференц Керестеш-Фишер.
Славик с помощью Анталла массово выдавал польским беженцам, включая евреев, фальшивые паспорта и способствовал их перемещению на относительно безопасные территории. Действовал в основном в Венгрии, не делая различия между польскими и еврейскими беженцами. Когда Венгрия ужесточила политику в отношении евреев, попытался спасти как можно большее их число. Помог нескольким сотням евреев присоединиться к действовавшим в Югославии партизанам. Способствовал также спасению и эвакуации еврейских детей. Создал подпольную организацию, которая занималась устройством побегов поляков из лагерей для интернированных лиц во Францию или на Ближний Восток, после чего они должны были вступать в продолжавшие сражаться польские части за границей. Славику и Анталлу удалось спасти от гибели около 5000 евреев.
В деятельности Славика участвовала группа помощников. В марте 1944 года после оккупации Венгрии вермахтом он был схвачен немцами и подвергнут жестоким пыткам, но никого не выдал. Был повешен в концлагере Гузен (Маутхаузен).

## Признание
Израильский Институт Катастрофы и героизма «Яд ва-Шем» присвоил Славику почетное звание праведник народов мира 27 января 1977 года. Однако широко о его деятельности стало известно в 1990-х годах, чему способствовал израильский политик Цви Генрик Циммерман, работавший во время войны над спасением евреев вместе со Славиком.
В Катовице ему и Йожефу Анталлу поставлен памятник. На церемонии в 2015 году присутствовали президенты Польши и Венгрии.  Памятник обоим политикам установлен также в Варшаве.